# Catálogo de la Colección Yucateca de Microfilmes en la Universidad de Alabama
El Catálogo de la Colección Yucateca de Microfilmes en la Universidad de Alabama es una obra publicada en 1972 por la Universidad de Alabama, resultado de un proyecto de microfilmación de documentos históricos yucatecos. Esta iniciativa fue impulsada por investigadores de dicha universidad en colaboración con instituciones culturales de Yucatán, México. El catálogo fue compilado por Marie Ballew Bingham, con introducción de W. Stanley Hoole.

## Contexto y objetivos del proyecto
El proyecto surgió a raíz de investigaciones realizadas en Yucatán por académicos de la Universidad de Alabama. Su objetivo principal fue preservar y facilitar el acceso a documentos históricos mediante su microfilmación. Participaron figuras clave como el Dr. Edward D. Terry, el Dr. Alfredo Barrera Vásquez y el Dr. Clemente López Trujillo. Se microfilmaron documentos del Instituto Yucateco de Antropología e Historia y otras bibliotecas de Mérida.

## Contenido del catálogo
El catálogo incluye una amplia gama de materiales en 119 rollos microfilmados:  "El volumen impreso contiene muchos artículos, únicos en únicos en su género, especialmente impresos yucatecos, libros, panfletos, documentos oficialel, manuscritos y otros materiales. En total contiene 1760 entradas para títulos, 164 para periódicos y 322 referencias cruzadas, o sea 2246 en total, ordenadas alfabéticamente, que representan cerca de 30 000 artículos".

### Publicaciones periódicas
- Aproximadamente 60 títulos de periódicos y 20 de revistas.
- Cobertura desde 1813 hasta la primera década del siglo XX.
- Predominancia de publicaciones de Mérida, seguidas por Campeche y otras ciudades cercanas.
- Temáticas: política, literatura, ciencia, arte, comercio, sátira y publicaciones infantiles.

### Libros
- Mayoritariamente del siglo XIX, publicados en Mérida.
- Algunos ejemplares de México y Madrid, de los siglos XVII y XVIII.
- Temas: historia, geografía, literatura, religión, política, educación, biografías, medicina, filosofía, entre otros.

### Documentos administrativos y legales
- Estatutos y reglamentos estatales y de asociaciones civiles.
- Documentos económicos: administración pública, bancos, comercio, estadísticas.
- Documentos políticos: correspondencia, decretos, leyes, elecciones, congresos.
- Jurisprudencia: procesos judiciales, sentencias, demandas, amparos.

### Temas específicos
- Educación: leyes, programas escolares, libros de texto, estadísticas.
- Religión: correspondencia eclesiástica, sermones, sociedades religiosas.
- Militares: crónicas, comunicaciones, movilizaciones.
- Asuntos indígenas: correspondencia entre autoridades y comunidades (1840–1850).
- Miscelánea: temas diversos como el puerto de Progreso, exposiciones internacionales, necrologías.